# Torre de Calella
La Torre de Calella es un monumento protegido como bien cultural de interés nacional del municipio de Palafrugell (Bajo Ampurdán).

## Descripción
La torre de Calella está situada en la llamada "punta de la torre", entre los núcleos de Calella de Palafrugell y Llafranch. Es un elemento de piedra, de planta circular el cuerpo inferior y semicircular en la parte alta, ataludado en la base y con una moldura encorvada finalizando el talud. En el cuerpo superior, el paramento que cierra el semicírculo tiene un arco apuntado, actualmente tapiado. La torre tiene varias aberturas adinteladas, algunas de las cuales son balcones, y presentan inscripciones; en la puerta inferior, rectangular que sirve actualmente de acceso, aparece la fecha del 1836. En la ventana superior se ha inscrito el año 1599 y el anagrama IHS. Conserva también un matacán y restos de las almenas de coronamiento.

## Historia
La torre de Calella fue construida hacia finales del siglo XVI. El 28 de junio de 1597 el alcalde general de Cataluña, a petición de los jurados de la villa de Palafrugell, da permiso para construir "una torre redonda frontalisa" entre Calella y Llafranc, para ayuda y defensa de los puertos y "expulsión de piratas ladrones y malos hombres". Era por tanto un elemento de vigilancia y de defensa a la vez. También fue utilizada como prisión en algunas ocasiones. La torre ha experimentado diversas modificaciones a lo largo del tiempo, en la actualidad se utiliza como parte de una vivienda, con una construcción anexa a la parte sureste.